# 塞梅杜貝 (霍洛瓦尼夫斯克區)
48°30′29″N 30°27′2″E / 48.50806°N 30.45056°E
塞梅杜貝（烏克蘭語：Семидуби）位在烏克蘭中部，是克羅皮夫尼茨基州霍洛瓦尼夫斯克區的村落，隸屬佩雷霍尼夫卡市鎮，面積2.52平方公里，海拔高度176米，2001年人口466，人口密度每平方公里185.3人。